# Gotikhel
Gotikhel es un pueblo ubicado en el distrito de Lalitpur, Nepal.

## Superficie
Cuenta con una superficie de 9,9 kilómetros cuadrados.

## Demografía
Hasta 2015 la población era de 1910 habitantes, con una densidad de población de 192,1 habitantes por kilómetro cuadrado. Con una población masculina y femenina de 915 (47,9%) y 995 (52,1%) respectivamente.
| Gráfica de evolución demográfica de Gotikhel entre 1975 y 2015 |
|                                                                |
| Datos según el Centro Común de Investigación.                  |